# Orotelli
Orotel·li (en sard, Oroteddi) és un municipi italià, dins de la província de Nuoro. L'any 2007 tenia 2.314 habitants. Es troba a la regió de Barbagia di Nuoro Limita amb els municipis de Bono (SS), Bottidda (SS), Il·lorai (SS), Oniferi i Orani.

## Administració
| Període | Identitat           | Partit        |
| ------- | ------------------- | ------------- |
| 2005-   | Giovannino Marteddu | Llista Cívica |